# Giải Sao Thổ cho thiết kế phục trang xuất sắc nhất
Giải Sao Thổ cho trang phục tốt nhất là một trong các giải Sao Thổ dành cho trang phục trong một phim, được bầu chọn là tốt nhất. Giải này được lập từ năm 1976.

## Các phim đoạt giải
| Năm     | Phim                                                           |
| ------- | -------------------------------------------------------------- |
| 1976    | Logan's Run                                                    |
| 1977    | Star Wars                                                      |
| 1978    | The Eyes of Laura Mars                                         |
| 1979    | Buck Rogers in the 25th Century                                |
| 1980    | Somewhere in Time                                              |
| 1981    | Excalibur                                                      |
| 1982    | Tron                                                           |
| 1983    | Return of the Jedi                                             |
| 1984    | Dune                                                           |
| 1985    | Ladyhawke                                                      |
| 1986    | Star Trek IV: The Voyage Home                                  |
| 1987    | The Princess Bride                                             |
| 1988    | Willow                                                         |
| 1989/90 | Total Recall                                                   |
| 1991    | The Rocketeer                                                  |
| 1992    | Bram Stoker's Dracula                                          |
| 1993    | Hocus Pocus                                                    |
| 1994    | Interview with the Vampire                                     |
| 1995    | 12 Monkeys                                                     |
| 1996    | Star Trek: First Contact                                       |
| 1997    | Starship Troopers                                              |
| 1998    | Ever After                                                     |
| 1999    | Star Wars Episode I: The Phantom Menace                        |
| 2000    | X-Men                                                          |
| 2001    | Harry Potter and the Philosopher's Stone                       |
| 2002    | Star Wars Episode II: Attack of the Clones                     |
| 2003    | Pirates of the Caribbean: The Curse of the Black Pearl         |
| 2004    | Sky Captain and the World of Tomorrow                          |
| 2005    | The Chronicles of Narnia: The Lion, the Witch and the Wardrobe |
| 2006    | Curse of the Golden Flower                                     |